# Henri Friedlaender

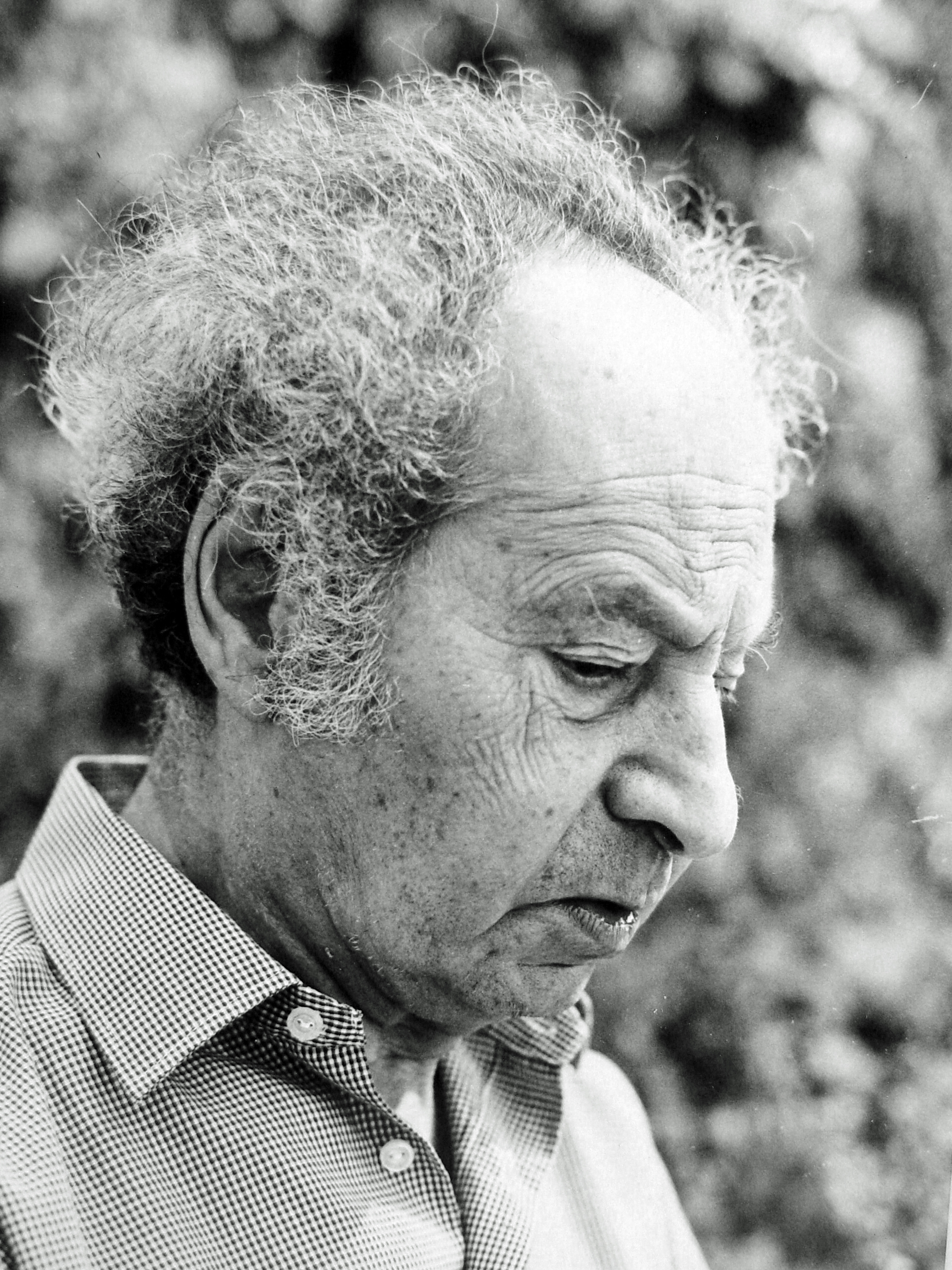
Henri Friedlaender, ~1975

Henri Friedlaender (Lyon, 15 maart 1904 - Jeruzalem, 15 november 1996) was een Duits-Israëlische letterontwerper en boekbandontwerper van Joodse komaf. Hij had een Engelse moeder en een Duitse vader.

## Levensloop

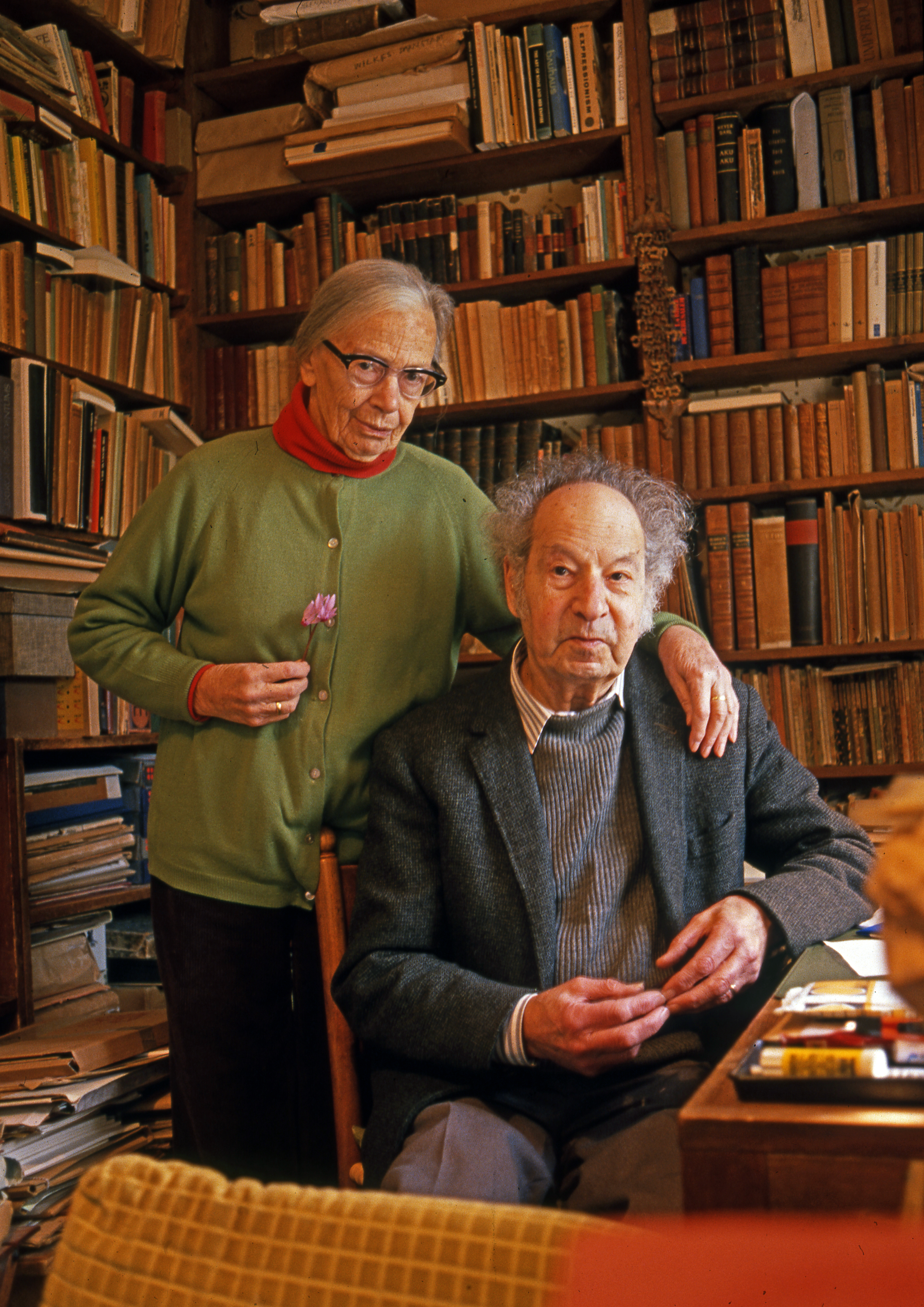
Henri Friedlaender en zijn vrouw Maria (1989)

Na een grafische praktijkopleiding in Berlijn werd Friedlaender in 1925 student aan de Staatliche Akademie für Grafische Künste und Buchgewerbe te Leipzig. Na in Duitsland voor diverse drukkerijen gewerkt te hebben (o.a. Klingspor en Drugulin), ging hij in mei 1932 naar Nederland, waar hij op voorspraak van S.H. de Roos een baan kreeg als grafisch ontwerper bij Boek- en Kunstdrukkerij v/h Mouton & Co. in Den Haag. 
In de periode 1933-1940 was hij tevens werkzaam als boekbandontwerper voor de Exil-uitgeverijen Querido Verlag en Verlag Allert de Lange. Deze uitgeverijen brachten publicaties uit - de zogenaamde emigrantenliteratuur - van auteurs die na de machtsovername in 1933 door Hitler uit nazi-Duitsland waren verdreven. Voor Querido Verlag ontwierp hij 54 boekbanden en omslagen en voor Verlag Allert de Lange 23. In de oorlogsjaren moest Friedlaender onderduiken, maar in die periode wist hij toch nog clandestien drukwerk te vervaardigen. Na de Bevrijding werkte hij freelance als docent typografie en kalligrafie. In 1950 emigreerde hij naar Israël, waar hij werkte aan een Hebreeuws lettertype dat in 1958 zou verschijnen, de Hadassah.

## Prijzen
- Zilveren medaille: Wereldtentoonstelling Parijs 1937
- Frans Duwaer-prijs van de stad Amsterdam, 1950
- Triënnale in Milaan, 1954
- Internationale Boekdrukkunsttentoonstelling in Leipzig, 1959
- Gutenbergprijs 1971)

## Werken
- Typographisch ABC. Een beknopt overzicht der grondbeginselen van degelijke typographie (1939, Nederlands)
- De overweldiger. Hoofdstuk I en II van het boek Habakuk (1945, Nederlands)
- Het gulden ABC, zijnde een lof der huisvrouw (1945, Nederlands)
- Over letters en cijfers (1960, Hebreeuws)
- Vormen van het boek (1962, Hebreeuws)
- Kleurenleer voor drukkers (Hebreeuws)
- 'Modern Hebrew Lettering' in Ariel - A Quarterly Review of the Arts and Sciences in Israel, No. 4 (winter 1962)
- Die Entstehung meiner Hadassah-Hebräisch. Auflage für die Mitglieder des Bundes deutscher Buchkünstler. Kurt Christians und Richard von Sichowsky, Hamburg 1967